# Костел Святого Мартина (Мукачеве)
Кафедральний костел Святого Мартина — одна з визначних пам'яток Мукачева. З 27 березня 2002 року церква стала кафедральним собором новоствореної Мукачівської Дієцезії Римсько-Католицької Церкви.

## Історія
Костел Святого Мартина був побудований в 1904 році та названий на честь одного з найшанованіших святих і покровителя міста Мукачево — Святого Мартина. Костел Святого Мартина зводився на місці старого католицького храму, однієї з перших культових споруд у Мукачеві, яка існувала за часів правління королеви Угорщини Єлизавети Боснійської, яка часто там молилася. У 1686-му році, поки Ілона Зріні захищала Мукачівський замок, полководцем кесарського війська Капрара, було спалено церкву і місто. До 1725-го року зусиллями католицьких вірників велась реконструкція зруйнованої будівлі. В 1746 році її було перебудовано. Наприкінці ХІХ століття неф церкви знаходився у поганому стані, через що його довелось знести. Із старої церкви залишилося лише святилище, на місці якого було зведено теперішню каплицю. В 1896 році з ініціативи графа Шенборна вирішили побудувати новий костел. Новий готичний храм було докорінно перебудовано на початку ХХ століття в рисах романтичної неоготики за проектом будапештського архітектора Ціглера. Посвячення новозбудованої церкви відбулося 24 вересня 1905 року.

## Архітектура
Костел оформлений у світло-коричневих тонах. Його найвища головна башта прикрашена годинником, а портал входу декорований склепінчастою аркою та колонами. Музичний орган для костьолу, «opus» 1866, був збудований у 1913 році Отто Рігером з Будапешту. Орган має 16 регістрів: 8 — у першому мануалі, 5 — у другому і три — у педалі. При вході до кафедрального собору знаходиться вівтарний образ — картина угорського художника Віктора Мадараса зі зруйнованої церкви села Софія. На ньому зображено першого угорського короля Стефана I Святого, який дає свою корону через Діву Марію турботливому Богу.

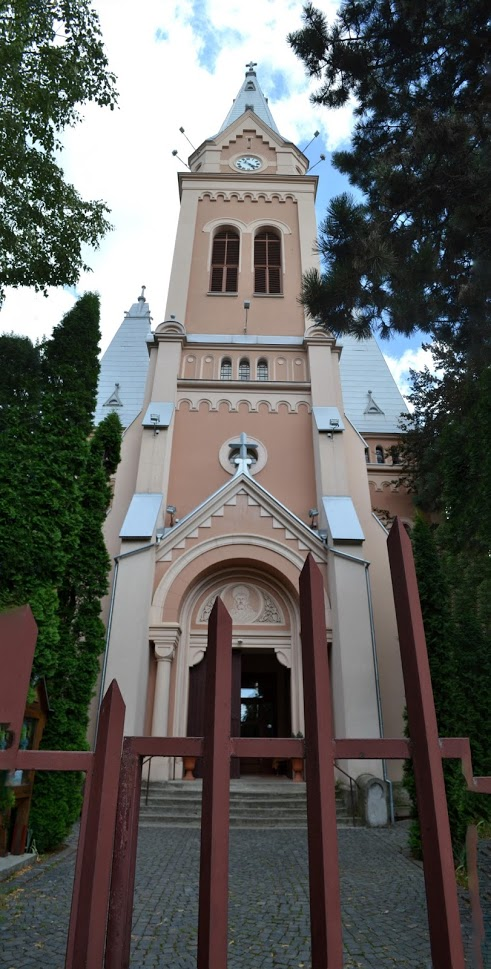
Головний фасад
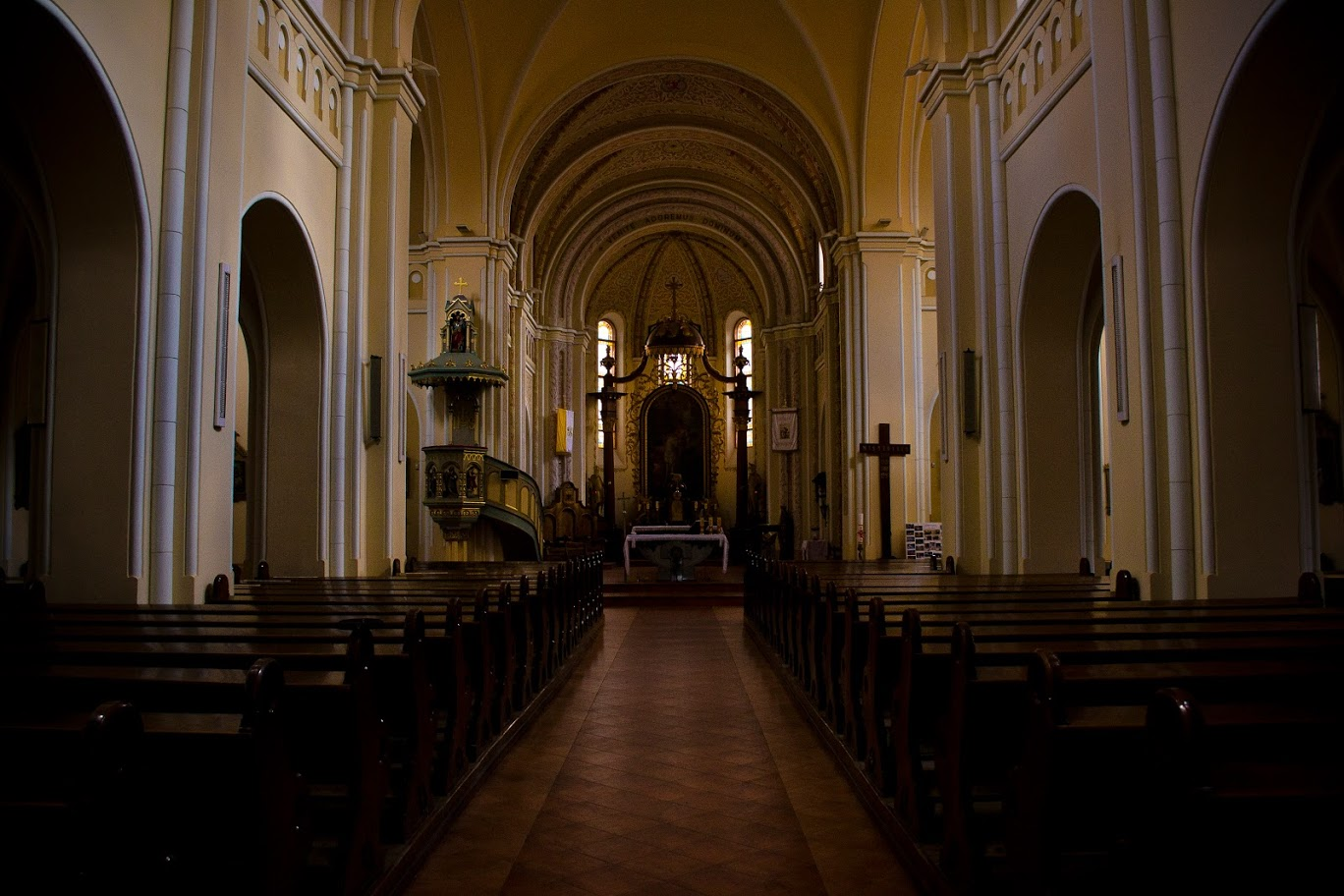
Нава

## Каплиця Святого Йосипа

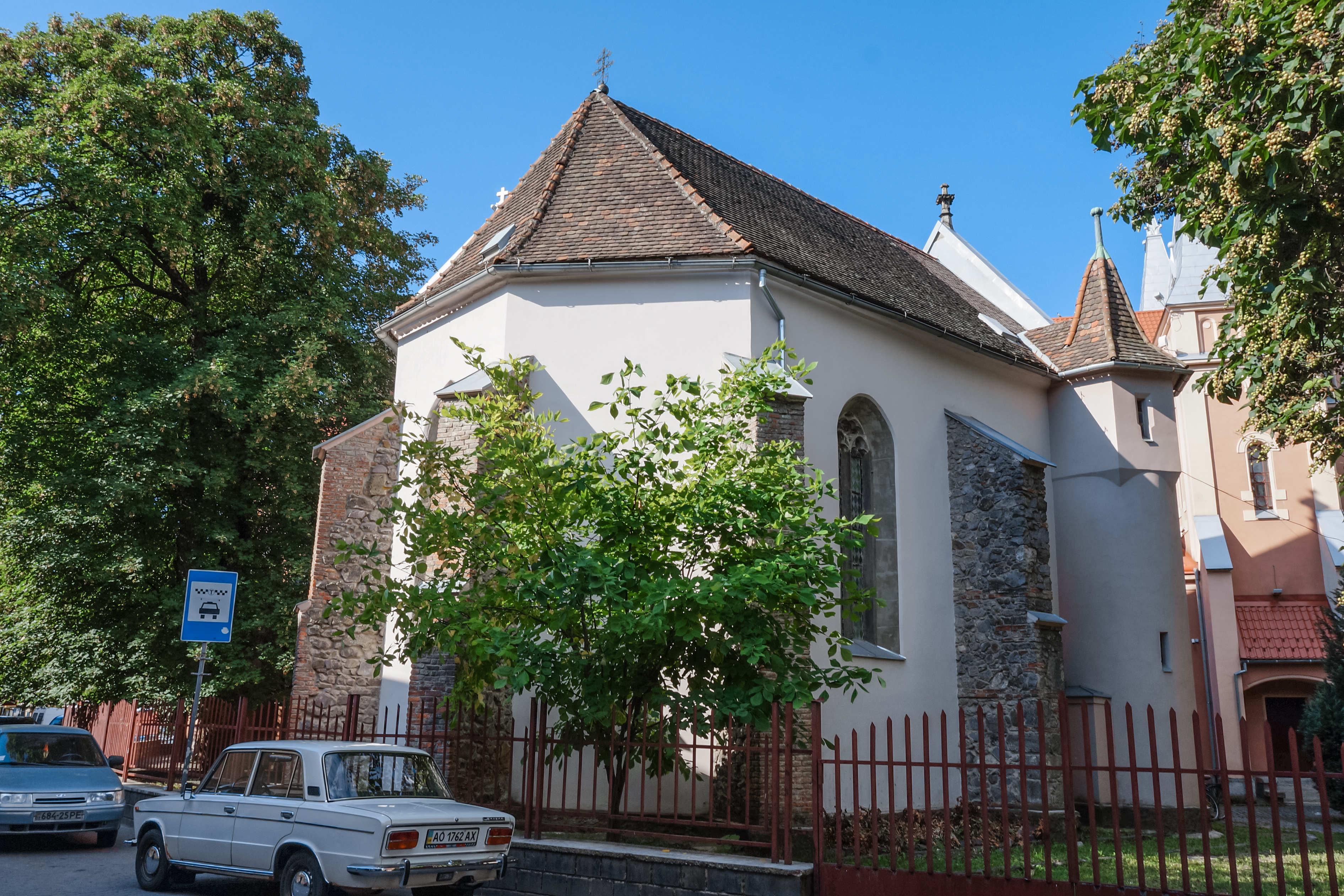
Каплиця Святого Йосипа

Перлина костелу — старовинна каплиця Святого Йосипа, яка знаходиться поряд з храмом датується XIV століттям. Це єдине будова, яка вціліла від колишнього храму. Каплиця виконана в готичному стилі та являє собою кам'яну споруду з вузькими стрілчастими вікнами, укріплену могутніми контрфорсами (опорами). З усіх боків споруда укріплена міцними контрфорсами. Фасад каплиці прикрашений великою аркою з трояндою та декорований хрестами. До однієї зі стін прибудована кругла вежа, яку вінчає високих чотирикутний дах зі шпилем. В каплиці збереглися розписи XIV ст.